# Мілан (метрополійне місто)
Метрополі́йне мі́сто Міла́н (італ. Città metropolitana di Milano — адміністративно-територіальна одиниця у регіоні Ломбардія, Італія. Одне з 10 метрополійних міст, що створені законом 7 квітня 2014 року. З 1 січня 2015 року замінює провінцію Мілан.